# Amol

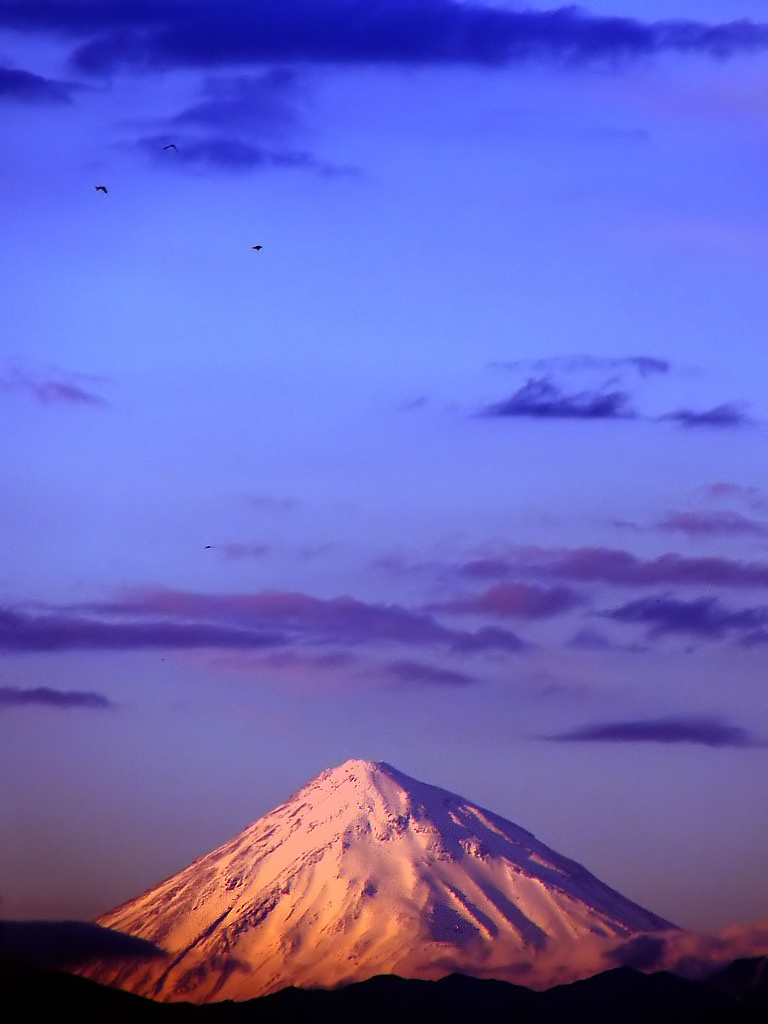
Vista del monte Damavand desde la ciudad

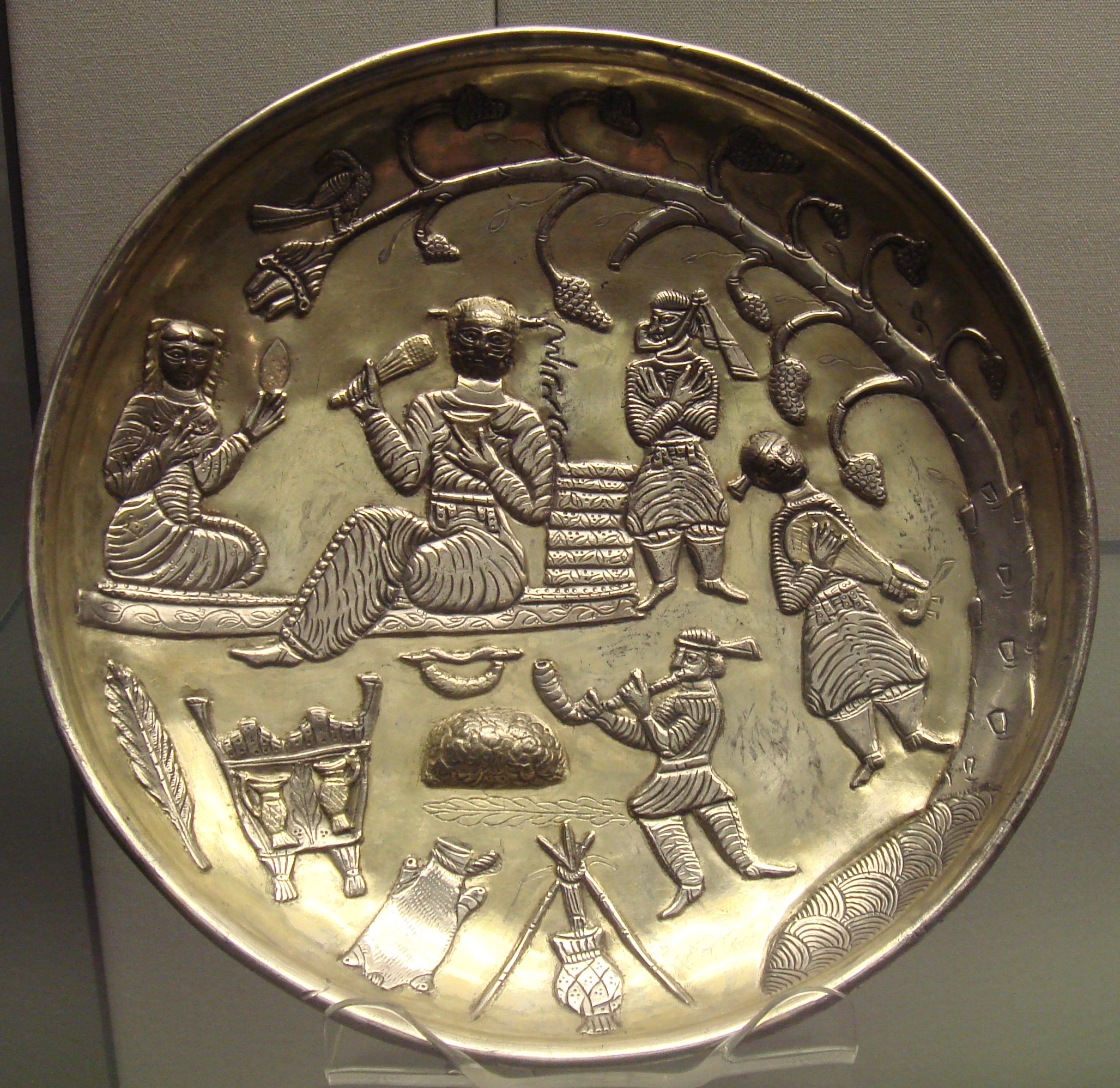
Plato de plata del o.

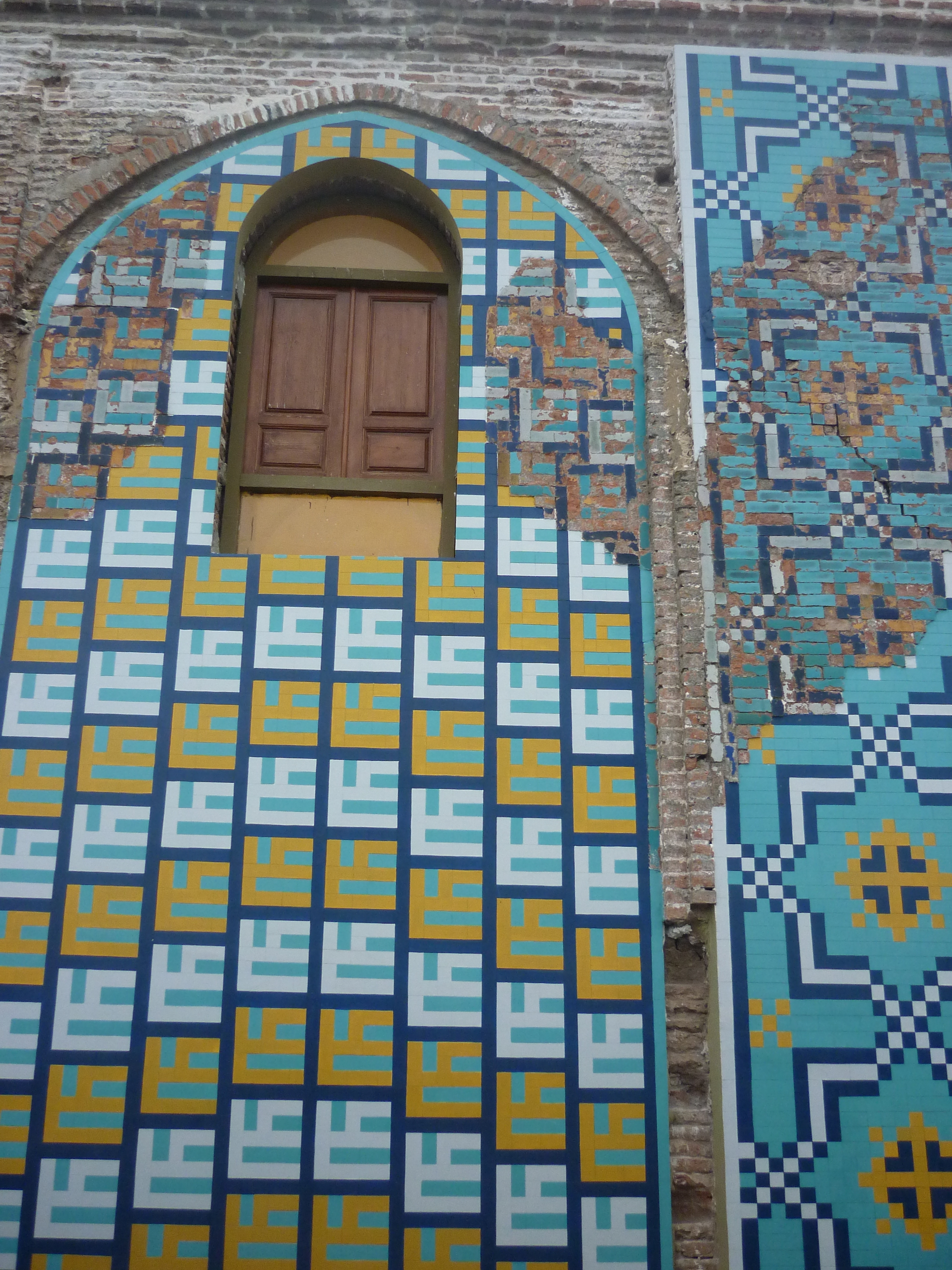

Amol (en persa: آمل‎, Âmol) es una ciudad de la provincia de Mazandarán (en Irán), situada a 72 metros sobre el nivel del mar a orillas del río Haraz, a 20 km al sur del mar Caspio y a 10 km al norte de los montes Elburz, con el monte Damavand a 50 km al sureste. La capital provincial, Sarí, se halla a 60 km y Teherán, capital del país, a 180 km. En 2006, la población de la ciudad era de 197 470 personas
Amol es una de las ciudades más antiguas de Irán y una ciudad histórica, cuya fundación se remonta a Amard. En la historia escrita, Amol, en el Shahnameh, ha sido uno de los importantes centros de eventos. Amol es el centro de la industria y el polo de la cultura de Mazandaran, la capital del arroz de Irán, una de las ciudades más importantes de transporte, agricultura, turismo e industria en Irán, uno de los centros de productos lácteos y cárnicos de Irán y es conocida como la ciudad de la Historia, la Ciencia y la Filosofía, Ciudad que no muere y ciudad de Hezar Sangar.

## Etimología e historia

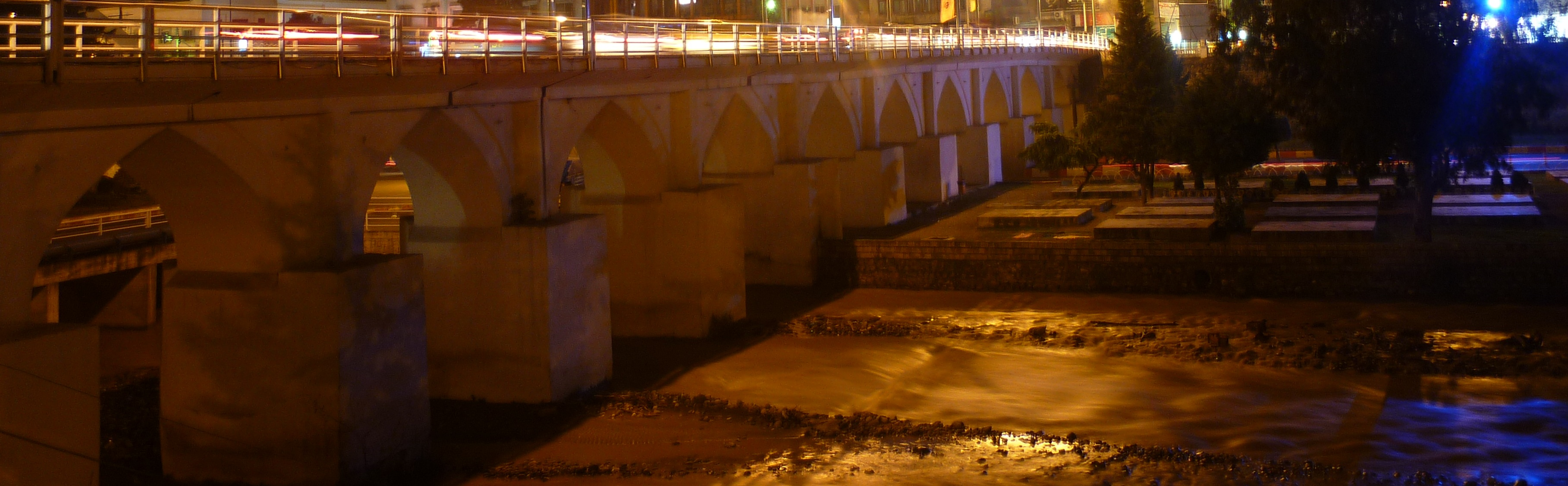
Puente Davazdah Cheshmeh

Amol fue la antigua capital de Irán. Se sabe con certeza que hubo un pueblo en esa región desde tiempos del Imperio sasánida. El nombre Amol se ha vinculado al de los Amardos, pueblo de la Antigüedad que habitó la orilla meridional del mar Caspio. Tras ser sometida, fue integrada al imperio iranio por el rey arsácida Fraates I hacia 176 a. C. 
En época Sasánida, el primogénito del shahanshah Kavad I estableció su capital en Amol al recibir de su padre el dominio de las marcas del Caspio para defender el territorio iranio de los hunos blancos y de los nómadas túrquicos. La ciudad contaba por entonces con una considerable población nestoriana, siendo mencionada en 553 d. C. como co-sede episcopal.

## Sitios de interés
- Monte Damavand
- Tumba Mashhad Mir Bozorg
- Tumba Mir Haydar Amoli
- Tumba Nasser al haq
- Cascada Shahandasht
- Cascada Deryouk
- Cascada Amiri
- Altar Amol
- Agua caliente Larijan
- Castillo Malek Bahman
- Puente Davazdah Cheshmeh
- Puente Moalagh (Felezi)
- Mansion Shafahi
- Mercado de la Ciudad Vieja
- Mezquita Agha Abbas
- Mezquita Jameh
- Mezquita Imam Hassan Asqari

## Personalidades notables de Amol
- Al-Tabari
- Alí Lariyaní
- Arash
- Ibn Isfandiyár
- Ghasem Rezaei
- Ali ibn Sahl Rabban al-Tabari
- Mohammad Taqi Danesh Pajouh
- Abdollah Javadi Amoli
- Hassan Hasanzadeh Amoli
- Al-Natili
- Fakhr ad-Din ar-Razi
- Abū Sahl al-Qūhī
- Omar Tiberiades
- Farhang Sharif
- Muhammad ibn Mahmud al-Amuli
- Sayyid Haydar Amuli
- Hasseb Tabari
- Yaḥyā ibn Abī Manṣūr
- Mohammad Taleb Amoli
- Moshir al-Saltaneh
- Mohammad Taqi Amuli

## Colegios y universidades
Principales universidades de la provincia de Amol
1. Universidad Shomal
2. Universidad Azad Ayatollah Amoli
3. Universidad Aamol.ac.ir
4. Universidad Sabz
5. Universidad Haraz
6. Universidad Pnu Amol
7. Universidad Amol. Amol